# Soyuz-2
Soyuz-2 (Mã định danh của GRAU: 14A14) là phiên bản hiện đại hóa của Tên lửa Soyuz. Tên lửa nguyên bản có thiết kế 3 tầng đẩy có nhiệm vụ đưa tải trọng lên quỹ đạo Trái đất tầm thấp. So với các phiên bản trước đây của tên lửa Soyuz, tầng đẩy tăng cường cùng với hai tầng đẩy trung tâm của tên lửa được trang bị động cơ cải tiến hệ thống phụt. Tên lửa cũng có máy tính kiểm soát bay kỹ thuật số và hệ thống đo mới.
Soyuz-2 thường phóng cùng với tầng đẩy mang tải trọng, giúp nó có khả năng đưa tải trọng lên quỹ đạo cao hơn, ví dụ như Quỹ đạo Molniya và Quỹ đạo địa đồng bộ. Tầng đẩy chứa tải trọng được trang bị máy tính điều khiển bay và hệ thống đo riêng biệt so với các tầng đẩy còn lại. NPO Lavochkin là cơ quan đảm nhận sản xuất tầng đẩy Fregat cho tên lửa Soyuz-2.
Soyuz-2 được phóng từ bệ phóng số 31, sân bay vũ trụ Baikonur và bệ phóng số 43, sân bay vũ trụ Plesetsk, với cơ sở phóng tên lửa sử dụng lại cơ sở của các phiên bản tên lửa R-7 cũ hơn là Soyuz-U và Molniya. Tên lửa Soyuz-2 version ST-B có khả năng đưa tải trọng 3.250 kg (7.170 lb) lên quỹ đạo chuyển tiếp địa tĩnh (GTO) từ các bãi phóng gần xích đạo. Kể từ năm 2016, tên lửa đẩy Soyuz-2 có thể phóng từ sân bay vũ trụ Vostochny.
Tên lửa Soyuz-2 được thiết kế để thay thế các tên lửa Molniya-M, Soyuz-U và Soyuz-FG lần lượt từ năm 2010, 2017 và 2019. Trung tâm nghiên cứu chế tạo tên lửa vũ trụ Progress ngừng việc sản xuất tên lửa Soyuz-U từ tháng 4 năm 2015.

## Các phiên bản
Tên lửa Soyuz-2 có các phiên bản 2.1a, 2.1b, và 2.1v. Hai phiên bản 2.1a và 2.1b là sửa đổi từ tên lửa Soyuz-U. Phiên bản Soyuz 2.1v là phiên bản hạng nhẹ, không có tầng đẩy tăng cường.

### Soyuz-2.1a
Phiên bản 2.1a là sự sửa đổi trực tiếp từ tên lửa Soyuz U với việc chuyển từ hệ thống điều khiển bay sang kỹ thuật số, nâng cấp động cơ với hệ thống phun cải tiến. Đầu mũi của tên lửa cũng được cải thiện về mặt khí động học. Động cơ của tầng đẩy mang tải trọng vẫn là RD-0110. Phiên bản 2.1a/ST đôi khi còn được gọi là Soyuz ST-A.

### Soyuz-2.1b
Phiên bản 2.1b sử dụng động cơ cải tiến mới (RD-0124), nâng cao xung lực đẩy riêng của tầng đẩy mang tải trọng (từ 326 giây lên 359 giây), do đó tăng tải trọng từ 7 lên 8,2 tấn. Phiên bản 2.1b/ST còn được gọi với cái tên Soyuz ST-B.

### Soyuz-2.1v
Chuyến bay đầu tiên của tên lửa Soyuz-2.1v được thực hiện vào năm 2009. Đây là phiên bản "hạng nhẹ" của tên lửa Soyuz-2, với việc loại bỏ tầng đẩy tăng cường. Động cơ Block A được thay thế bằng động cơ NK-33-1 mạnh hơn, tính đến  năm 2009, nó được thay thế bằng động cơ RD-193. Tên lửa có khả năng đưa 2,8 tấn tải trọng vào quỹ đạo Trái Đất tầm thấp.

## Các sứ mệnh vũ trụ
Ngày 8/10/2004, 18:30 UTC, tên lửa Soyuz-2.1a đã được phóng từ Trung tâm vũ trụ Plesetsk. Tên lửa đã bay dưới quỹ đạo, với tầng đẩy thứ 3 cùng với module hạ cánh thử nghiệm đã hồi quyển và rơi xuống Thái Bình Dương.
Tên lửa Soyuz 2 đã lần đầu đưa vệ tinh MetOp-A vào quỹ đạo ngày 17/7/2006, tên lửa không gặp trục trặc nào.
Soyuz-2 thực hiện đưa phi hành gia lên quỹ đạo vào ngày 9/4/2020 trên tàu vũ trụ Soyuz MS-16 lên ISS.

## Tình trạng
Từ năm 2016, Soyuz-2 đã thực hiện tổng cộng 128 vụ phóng, với 121 lần phóng thành công, đạt tỉ lệ 94,5%.

## Link ngoài
- Encyclopedia Astronautica article on Soyuz 2.1*
- European Space Agency about Soyuz-ST (Russian name Soyuz-STK)
- Soyuz User's Manual, from Starsem
- Soyuz-2 launch vehicle Lưu trữ ngày 16 tháng 7 năm 2011 tại Wayback Machine, from Roscosmos